# 신체 언어

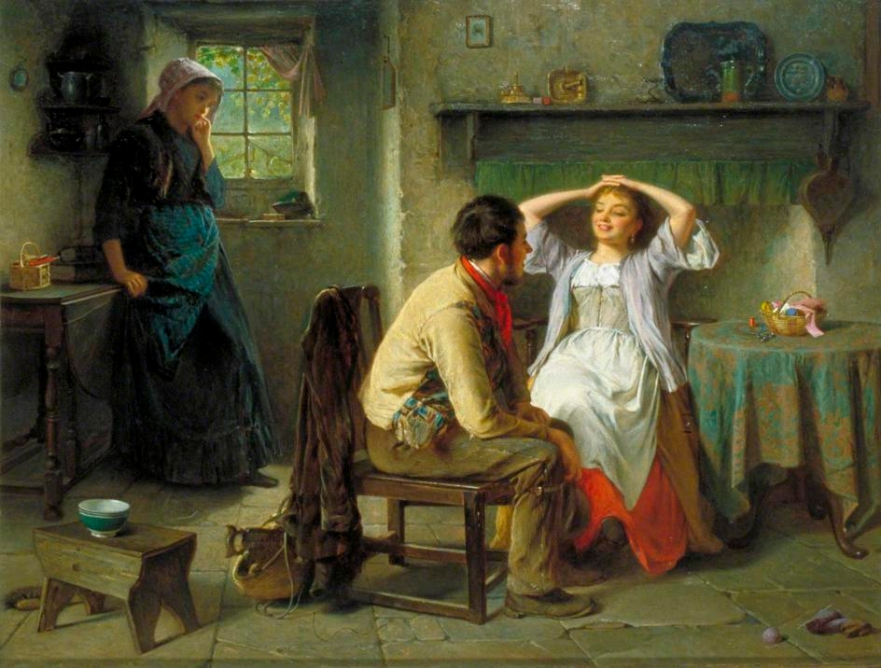
보디 랭귀지를 배우는 여자

신체 언어(身體言語), 몸짓 언어 또는 보디 랭귀지(body language)는 비언어적 의사소통의 한 종류로, 몸짓으로 의사소통을 하는 것을 말한다. 주로 서로 언어가 달라 말이 안 통할 때 사용한다.

## 같이 보기
- 표현 규칙
- 거울 신경 세포
- 모방
- 은유
- 스마일리
- 자폐 스펙트럼